# Оман на літніх Олімпійських іграх 2020
Оман на літніх Олімпійських іграх 2020 представляли чотири спортсмени у двох видах спорту.

## Спортсмени
| Вид спорту     | Чоловіки | Жінки | Загалом |
| -------------- | -------- | ----- | ------- |
| Легка атлетика | 1        | 1     | 2       |
| Стрільба       | 1        | 0     | 1       |
| Плавання       | 1        | 0     | 1       |
| Важка атлетика | 1        | 0     | 1       |
| Загалом        | 4        | 1     | 5       |